# 워렌 윌리엄
워렌 윌리엄(Warren William Krech, 1894년 12월 2일 ~ 1948년 9월 24일)는 미국의 배우이다.

## 영화
- 벨아미의 고백 (1947년)
- 기이한 환영 (1945년) - 브레트 커티스 역
- 울프 맨 (1941년)
- 릴리언 러셀 (1940년)
- 철가면 (1939년)
- 더 파이어플라이 (1937년)
- 고 웨스트 영 맨 (1936년)
- 클레오파트라 (1934년)
- 슬픔은 그대 가슴에 (1934년)
- 1933년의 황금광들 (1933년)
- 하루 동안의 숙녀 (1933년)
- 쓰리 온 어 매치 (1932년) - 로버트 커크우드 역